# Eucalyptus grandis
Eucalyptus grandis, comúnmente conocido como eucalipto rosado, es un árbol de corteza suave, áspero en la base fibrosa o escamosa, de color gris a gris-marrón. En la madurez, alcanza los 50 metros de altura, aunque los especímenes más altos pueden exceder los 80 metros. Habita naturalmente cerca de las costas y cordones montañosos subcosteros de Australia, entre el norte de Newcastle, en Nueva Gales del Sur, y el este de Daintree, en Queensland, principalmente en terrenos planos y pendientes más bajas, donde es el árbol dominante de los bosques húmedos, y en los márgenes de las selvas tropicales.

## Taxonomía
Eucalyptus grandis fue descrito por primera vez por Walter Hill) en 1862. El nombre de la especie, grandis, "grande" alude al gran tamaño del árbol. Es comúnmente conocido como eucalipto rosado o eucalipto inundado en Queensland. Fue clasificado en el subgénero Symphyomyrtus, sección Latoangulatae, serie Transversae (eucaliptos azules orientales) por Brooker y Kleinig. Sus dos parientes más cercanos son el eucalipto saligna (Eucalyptus saligna) y el eucalipto azul de montaña (E. deanei).

## Descripción

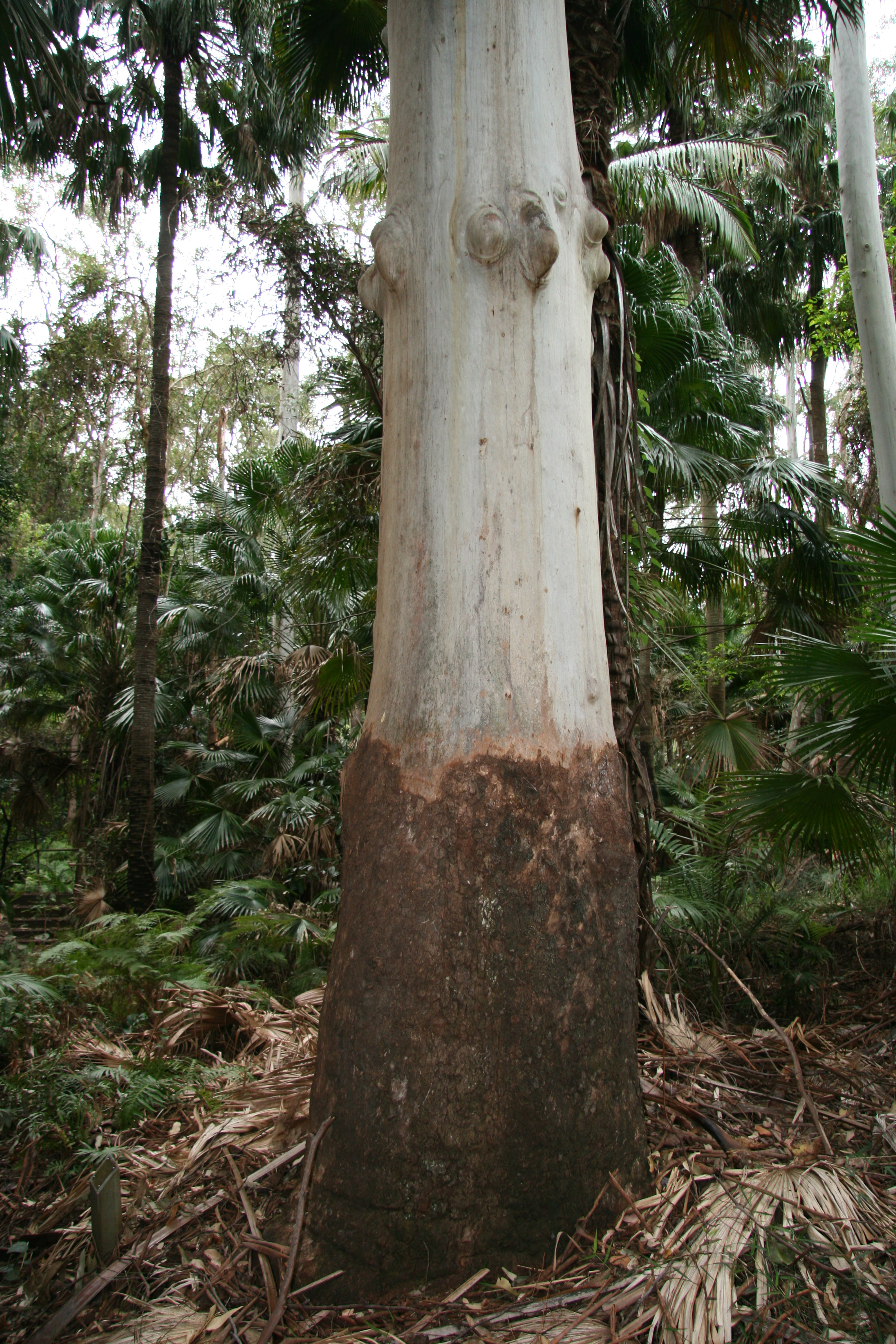
Porción inferior del tronco, mostrando su base marrón más áspera.

El Eucalyptus grandis crece como un árbol recto y alto, alcanzando alrededor de  50 m de altura, con un diámetro de 1.2 a 2 m. Los árboles más grandes pueden alcanzar los 75 m de altura y los 3 m de diámetro, siendo el árbol más alto del cual se tiene registro uno conocido como "The Grandis" cerca de Bulahdelah, con una altura de 86 m y un diámetro de 8.5 m (28 ft). El tronco es recto y constituye entre dos tercios a tres cuartas partes de la altura del árbol. La corteza es suave y quebradiza, de color pálido o gris azulado a blanco, con la corteza más rugosa y de color marrón en la parte inferior del tronco del árbol. Las lustrosas hojas verde oscuras son pecioladas, lanceoladas, y más pálidas en su parte inferior, de 10 a 16 cm de largo y 2-3 cm de ancho. Están dispuestas alternadamente a lo largo de las ramas. Las flores blancas aparecen a partir de mediados de otoño hasta finales de invierno, y están dispuestas en grupos de siete a once formando unaUmbelas. Las flores son seguidas por pequeños frutos en forma de cono o de pera que miden 8.5 mm de largo y 7.4 mm de ancho.
Los científicos han analizado el genoma de esta especie y han identificado genes que codifican a metabolitos secundarios especializados los cuales juegan un papel importante en su defensa y contribuye a la producción de aceites esenciales utilizados en la industria.

## Distribución y hábitat
E. grandis se encuentra naturalmente en zonas costeras y montes subcosteros entre Newcastle en Nueva Gales del Sur en dirección al norte hacia Bundaberg en Queensland central con poblaciones discontinuas más al norte, cerca de Mackay, Townsville y Daintree en el norte de Queensland, rincipalmente en terrenos planos y pendientes más bajas. Los suelos corresponden a limos aluviales muy fértiles. La precipitación anual varía de 1100 a 3500 mm. Es el árbol dominante en los bosques húmedos y en los márgenes de las selvas tropicales, creciendo en conjuntos forestales únicos o mezclado con árboles como E. pilularis, E. microcorys, E. resinifera, E. saligna, Corymbia intermedia, Syncarpia glomulifera, Lophostemon confertus) y Allocasuarina torulosa.

## Usos

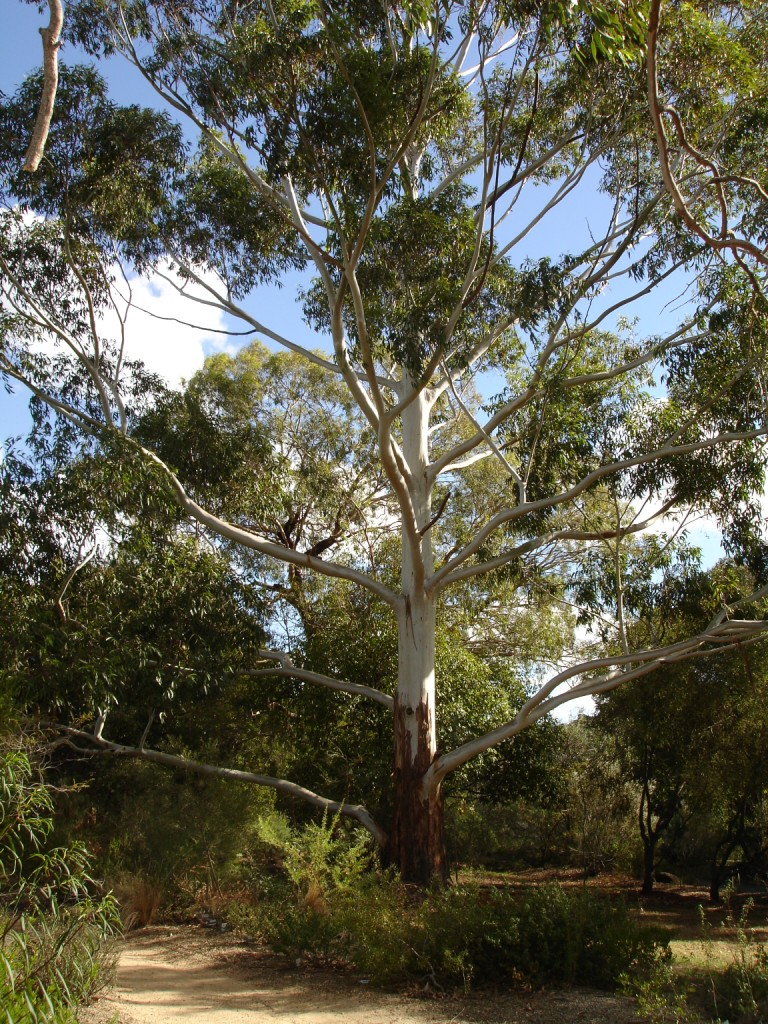
Especie cultivada

El eucalipto rosado es un árbol atractivo y de tronco fuerte muy demandado fuera de Australia por su madera y celulosa, existiendo plantaciones extensivas en Sudáfrica, Brasil, Uruguay y Sri Lanka. Dentro de Australia, hay plantaciones en el norte de Nueva Gales del Sur, donde las plántulas pueden alcanzar 7 metros de crecimiento en su primer año. La madera tiene un color rosado y se utiliza en carpintería, suelos, construcción de barcos, paneles y contrachapados. Tiene una fibra recta, moderada durabilidad y fuerza, y es resistente a las carcomas. Los híbridos con el eucalipto rojo (Eucalyptus camaldulensis) se utilizan para combatir la salinidad.
El árbol es demasiado grande para la mayoría de los jardines, pero es un árbol atractivo para los grandes parques y granjas, y se puede utilizar en la estabilización de los terrenos a orillas de un río.

## Bibliograría
1. Zuloaga, F. O., O. N. Morrone, M. J. Belgrano, C. Marticorena & E. Marchesi. (eds.) 2008. Catálogo de las plantas vasculares del Cono Sur. Monogr. Syst. Bot. Missouri Bot. Gard. 107: 3 Vols., 3348 p.
2. Hill, W. in Anon., (1862) Catalogue of the Natural and Industrial Products of Queensland: 25  [tax. nov.]
3. Hyland, B.P.M., (1971) A key to the common rainforest trees between Townsville and Cooktown, based on leaf and bark features: 62, Code 394
4. Floyd, A.G., (1978) Forestry Commission of New South Wales Research Note 35: 54-55
5. Jacobs, S.W.L. & Pickard, J., (1981) Plants of New South Wales: 159
6. Tesón, Natalia (08 de 2012). Balance hidrológico y flujo de nutrientes asociados al agua en plantaciones de Eucalyptus grandis, en Concordia (Entre Ríos). p. 201.